# Дратва Михайло Миколайович
Михайло Миколайович Дратва  — сержант Збройних сил України, учасник російсько-української війни, що відзначився під час російського вторгнення в Україну в 2022 році, учасник бойових дій на сході України.

## Життєпис
Михайло Дратва народився 1 квітня 1992 року в селищі Великий Березний на Закарпатті. Працював педагогом у Великоберезнянській районній дитячій школі мистецтв. З початком повномасштабного російського вторгнення в Україну був мобілізований та перебуває на передовій. Указами Президента України вже двічі (у березні та квітні 2022 року) за особисту мужність і самовіддані дії, виявлені у захисті державного суверенітету та територіальної цілісності України, вірність військовій присязі нагороджений орденами «За мужність».

## Нагороди
- орден За мужність II ступеня  (2022) — за особисту мужність і самовіддані дії, виявлені у захисті державного суверенітету та територіальної цілісності України, вірність військовій присязі.
- орден За мужність III ступеня  (2022) — за особисту мужність і самовіддані дії, виявлені у захисті державного суверенітету та територіальної цілісності України, вірність військовій присязі[4][5].